# Province ecclésiastique de Prusse-Orientale
La province ecclésiastique de Prusse-Orientale est une unité administrative de l'Église protestante de l'ancienne Union prussienne (APU). Elle est créée en 1817 et existe jusqu'en 1945. Avant sa dissolution, environ deux millions de chrétiens protestants de la province de Prusse-Orientale en font partie. La province ecclésiastique de Prusse-Orientale est l'une des provinces ecclésiastiques de l'APU (de) (aux côtés de la province ecclésiastique de Posnanie-Prusse-Occidentale (de) créée en 1923 et de l'Association synodale d'État de la Ville libre de Dantzig avec statut provincial), qui sont dissous en 1945 et ne peuvent pas se transformer en églises d'État indépendantes.

## Histoire

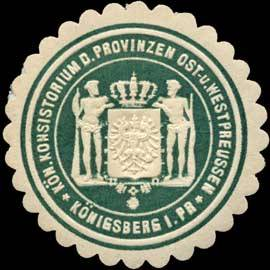
Sceau du Consistoire royal pour les provinces de Prusse-Orientale et de Prusse-Occidentale, en usage à partir de 1831 (dissolution du Consistoire de Dantzig) et 1886 (rétablissement du Consistoire de Dantzig)

L’introduction de la Réforme est la base de légitimation la plus importante pour la fondation du duché de Prusse en 1525. Bien qu'elle soit désormais une Église d'État, le noyau de la structure organisationnelle d'avant la Réforme est conservé pour le moment. Par conséquent, le duché de Prusse est divisé en deux diocèses luthériens de Pomésanie et de Sambie. Étant donné que le prince-évêché de Varmie est resté catholique en tant qu'État, mais que le diocèse de Varmie comprend également des parties du duché de Prusse, ces parties (essentiellement les régions de Natangie et Bartie (de)) sont rattachées à l'actuel diocèse luthérien de Sambie. En 1577, l'évêque de Pomésanie Johans Wigand devient également évêque de Sambie. Après sa mort en 1587, l'épiscopat passe à la Prusse. L'ancienne administration diocésaine du diocèse de Sambie est transformée en consistoire de Sambie à Königsberg, l'ancienne administration diocésaine de Poméranie devient le consistoire de Pomésanie (de) à Saalfeld-en-Prusse.
Depuis 1701, l'actuel roi de Prusse est summus episcopus. Frédéric Ier utilise le pouvoir absolutiste pour exiger une discipline religieuse stricte. Influencé par le piétisme, le régime ecclésial est également dirigé contre la débauche laïque parmi les pasteurs. Jusqu’alors, il n’est pas rare que des pasteurs soient occupés à un emploi secondaire. Les autorités ecclésiastiques imposent désormais également leurs idées morales dans la pauvre Mazurie . En 1702, un édit interdit à l'archiprêtre de Lyck Joachim Colomb de servir commercialement de l'alcool dans sa propre cruche.
Georg Friedrich Rogall fonde le Séminaire polonais à l'Albertina en 1728 pour améliorer l'enseignement du polonais aux futurs pasteurs de Mazurie. Également à l'initiative de Rogall, un nouveau livre de cantiques polonais pour la Mazurie est créé en 1732 sur la base de l'estampe de Königsberg de 1684. L’ordre du jour de l’Église a déjà été traduit en polonais en 1731. Les rapports de visite montrent également que la langue de l'église de Mazurie est presque exclusivement le polonais.
En 1750, le monarque créé le Consistoire protestant de Berlin, auquel sont désormais subordonnées toutes les églises luthériennes de la monarchie. Dans le cadre de cette unification, les deux consistoires sont transformés en 1751 en un seul pour l'ensemble de l'ancien duché de Prusse (c'est-à-dire la future Prusse-Orientale) avec son siège à Königsberg. Les congrégations réformées germanophones sont subordonnées à la direction de l'Église de Berlin de 1713 à 1808.
Après l'annexion de la part royale de la Prusse par le royaume de Prusse, la province de Prusse-Occidentale est créée. Les paroisses luthériennes y sont initialement subordonnées au consistoire de Königsberg, tandis que la direction de l'église est responsable des réformés. À partir de 1809, les réformés sont également subordonnés au Consistoire supérieur, qui compte déjà un membre réformé depuis 1750. En 1814, le Consistoire de Dantzig est créé pour la Prusse-Occidentale, auquel sont également nommés des représentants de l'ancien ministère spirituel responsable des paroisses luthériennes de Dantzig.

### XIXesiècle
Après que les nouvelles frontières sont tracées au Congrès de Vienne en 1815, dix provinces prussiennes sont fondées et dans chacune d'elles le système ecclésial est organisé selon un modèle fixe. Un consistoire est créé dans chaque capitale provinciale et est responsable des questions religieuses et scolaires (en 1825, des collèges scolaires provinciaux indépendants sont créés). Le consistoire de Prusse-Occidentale était basé à Dantzig, celui de Prusse-Orientale à Königsberg. Après l'unification des provinces politiques de Prusse-Orientale et Occidentale en 1829, les provinces ecclésiastiques sont également réunies pour former la province ecclésiastique de Prusse. Le consistoire de Dantzig est de nouveau dissous en 1831 et ses tâches sont transférées à celui de Königsberg. Ludwig Ernst von Borowski (de), qui détient le titre de surintendant général depuis 1812, assume le poste nouvellement créé de surintendant général de la province ecclésiastique en 1829 jusqu'à sa mort en 1831. La séparation renouvelée des provinces politiques à compter du 1er avril 1878, la province ecclésiastique de Prusse-Occidentale est également séparée. En 1883, Emil Heinrich Taube (de) est nommé surintendant général de la Prusse-Occidentale, qui déplace son quartier général de Königsberg à Dantzig en 1886 lorsque le consistoire y est rétabli. Depuis lors, la province ecclésiastique de Prusse-Orientale retrouve son ancien nom.

### Changements par rapport à 1920
Avec le changement des frontières provinciales de la Prusse-Orientale en 1920 (cession du mandat de la Société des Nations du territoire de Memel et de la partie sud-ouest de l'arrondissement de Neidenburg (de) autour de la ville de Soldau) et 1923 (annexion du district de Prusse-Occidentale), la superficie de la province ecclésiastique change également. Les paroisses protestantes de la région administrative de Prusse-Occidentale deviennent une partie de la province ecclésiastique, tandis que celles de la région de Soldau rejoignent l'Église protestante unie de Pologne (de).
Les communautés protestantes de la région de Memel sont arrivées en Lituanie par annexion en 1924. Le Directoire de l'État du territoire de Memel (gouvernement de l'État), élu dans le cadre de l'autonomie et dirigé par le directeur de l'État Viktoras Gailius, et l'Église protestante de l'ancienne Union prussienne (APU), dirigée par le président Johann Friedrich Winckler, concluent le 31 juillet 1925 l'accord concernant l'Église protestante du territoire de Memel, selon lequel les paroisses protestantes du territoire de Memel quittent la province ecclésiastique de Prusse-Orientale et forment leur propre association synodale d'État avec leur propre consistoire au sein de l'APU. Après les élections religieuses de 1926, le consistoire protestant de Memel commence ses travaux en 1927 et le chef spirituel du territoire de Memel est initialement Franz Gregor et à partir de 1933 Otto Obereigner (de).
Le commissaire d'État prussien August Jäger destitue le surintendant général de Prusse-Orientale Paul Gennrich (de) en 1933. Après l'abolition chrétienne allemande de l'autonomie presbytérale et l'annulation de l'ancien ordre ecclésiastique prussien de 1922, le chef de la propagande du Reich et cofondateur du mouvement religieux chrétien allemand, le pasteur Fritz Kessel de Saint-Nicolas (de) à Berlin-Spandau, le 5 octobre 1933, il est nommé évêque de Königsberg pour la province ecclésiastique de Prusse-Orientale,. À l’automne 1935, il est démis du pouvoir avant de prendre sa retraite en 1936. De 1935 à 1937, le Comité ecclésial provincial de Prusse-Orientale tente - finalement en vain - de rassembler les partis ecclésiastiques en guerre.

### Utilisation actuelle des bâtiments religieux
Les grandes églises de l'époque de l'Ordre Teutonique (comme à Angerburg, Preußisch Holland et à Rastenbourg), qui sont protestantes à l'époque allemande, sont toutes catholiques aujourd'hui. L'église religieuse protestante de Landsberg est désormais catholique ukrainienne. L'église de Marienfelde est une exception parmi les petites églises autrefois protestantes de l'époque religieuse ; car, contrairement aux autres églises de l'époque de l'Ordre, elle est encore protestante. Les petites églises protestantes de l'ancienne Prusse-Orientale, où la prédication protestante est encore pratiquée aujourd'hui - comme à Lötzen, Sorquitten, Sensburg (de), Nikolaiken (de), Allenstein (de) ou Langgut (de) ou la chapelle baptiste de Lyck – ne datent pas de l'époque de l'Ordre.

## Surintendants généraux

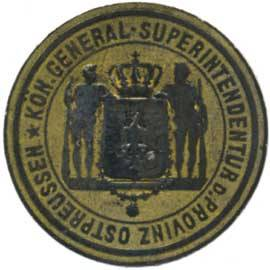
Sceau du surintendant général de la province de Prusse-Orientale (1883-1918)

Avec l'ordre du cabinet du 14 mai 1829, des surintendants généraux sont nommés dans toutes les provinces. En Prusse-Orientale, il existe déjà le titre de surintendant général, mais celui-ci ne décrit plus la fonction à partir de 1829.

### Province ecclésiastique de Prusse
- 1812-1831 : Ludwig Ernst von Borowski (de)
- 1831-1835 : Ludwig August Kähler (de)
- 1835-1859 : Ernst Sartorius (de)
- 1860-1878 : Karl Bernhard Moll (de)
- 1879-1883 : Gustave Carus

### Province ecclésiastique de Prusse-Orientale
- 1883-1889 : Gustav Carus
- 1890-1894 : Franz Karl Hermann Poetz
- 1894-1912 : Karl Johann Christian Braun
- 1912-1917 : Hans Schöttler (de)
- 1917-1933 : Paul Gennrich (de) (déposé par August Jäger)
- 1933-1936 : Fritz Kessel (comme évêque provincial)
- 1936-1945 : poste vacant

### Association synodale du territoire de Memel
- 1927-1933 : Franz Gregor (Wogau, arrondissement de Preußisch Eylau (de), 24 juillet 1867 - 27 mai 1947, Walsrode), auparavant surintendant de l'arrondissement paroissial de Memel
- 1933-1944 : Otto Obereigner (de) (Königsberg, 20 septembre 1884 - 18 octobre 1971, Bad Schwartau), auparavant surintendant de l'arrondissement paroissial de Pogegen[A 5], après 1945 curé de l'église d'État d'Eutin (de).

## Présidents de consistoire
- 1824-1842 : Theodor von Schön (en tant que haut président)
- 1843 –0000 : Heinrich zu Dohna-Wundlacken
- 1843-1846 : Carl Wilhelm von Bötticher (en tant que président)
- 1846-1848 : Theodor Ludwig Bessel (de)
- 1848-1849 : Rudolf von Auerswald (en tant que haut président)
- 1849-1850 : Eduard von Flottwell (en tant que président)
- 1850-1868 : Franz August Eichmann (en tant que haut président)
- 1868-1874 : Karl Bernhard Moll (de) (en plus de son poste de surintendant général)
- 1874-1882 : Julius Eduard Ballhorn
- 1883-1885 : Ludwig Ferdinand Hermann Siehr (de)
- 1886-1904 : Albert von Dörnberg (de)
- 1905-1923 : Bernhard Kähler
- 1925-1934 : Willi Kramer
- 1934-1938 : Walther Tröger
- 1938-1941 : Arthur von Boehmann
- 1941-1942 : Walter Heyer
- 1942-1945 : Heinz Gefaeller

## Synodes provinciaux
À partir de 1875, les provinces ecclésiastiques orientales de l'Église d'État prussienne ont également des synodes provinciaux qui contribuent à façonner la vie de l'Église. Après la fin du régime de l’Église souveraine en 1918, les synodes deviennent les plus hautes instances décisionnelles. Ses membres, les synodaux, sont élus par les arrondissements ecclésiastiques pour une période de six ans. La tâche du synode est similaire à celle des parlements politiques. Le Synode est présidé par le Président.
Les procès-verbaux de leurs négociations sont publiés sous forme imprimée.
- Verhandlungen der vierzehnten Provinzialsynode für Ostpreußen 1914 Digitalisat
- Verhandlungen der fünfzehnten Provinzialsynode für Ostpreußen 1917 Digitalisat

### Président du Synode
- 1869 –0000 : Erdmann, surintendant (synode provincial extraordinaire)
- 1875 –0000 : Kessler, président du tribunal régional
- 1876-1882 : Wilhelm Schrader (de), conseiller scolaire provincial
- 1893-1900 : Philipp Zorn, constitutionnaliste
- 1902-1916 : Richard zu Dohna-Schlobitten, propriétaire foncier et homme politique
- 1917-1919 : Emanuel zu Dohna-Schlobitten, propriétaire foncier
- 1921-1933 : Friedrich von Berg, ancien président
- 1933-1934 : Erich Koch, haut président et Gauleiter

## Arrondissements ecclésiastiques
La province ecclésiastique est divisée en arrondissements ecclésiastiques luthériens. Un arrondissement ecclésiastique est généralement spatialement congruent avec un arrondissement. Une exception est l'arrondissement ecclésiastique de Varmie, qui couvre la superficie de cinq arrondissements. L'arrondissement de l'Église réformée comprend les congrégations réformées de toute la Prusse-Orientale. Chaque arrondissement ecclésiastique est généralement identique au bureau d'un surintendant, qui est officiellement appelé diocèse. Les arrondissements ecclésiastiques de Königsberg-Campagne, Mohrungen, Ortelsburg, Osterode, Preußisch Eylau et Tilsit-Ragnit, en revanche, sont chacun divisés en deux diocèses.
| Arrondissement ecclésiastique                                                         | Zugehörige Kirchengemeinden |
| ------------------------------------------------------------------------------------- | --- |
| Angerbourg                                                                            | Angerbourg (de), Benkheim (de), Buddern (de), Engelstein (de), Kruglanken (de), Kutten (de), Olschöwen (de) (1938–1945: Kanitz), Possessern (de) (1938–1945: Großgarten), Rosengarten (de)-Doben (de), Paroisse de l'établissement Bethesda à Angerburg (de) |
| Darkehmen (1938–1945 arrondissement ecclésiastique d'Angerapp)                        | Ballethen (de), Darkehmen (1938–1946 Angerapp), Dombrowken (de) (1938–1946 Eibenburg), Groß-Karpowen (de) (1938–1946 Karpauen), Kleszowen (de) (1938–1946 Kleschauen), Rogahlen (de) (1938–1945 Gahlen), Szabienen/Schabienen (de) (1938–1945 Lautersee), Trempen (de), Wilhelmsberg (de) |
| Elbing                                                                                | Elbing/Rois mages, Elbing/Corps saint, Elbing/Sainte-Anne, Elbing/Sainte-Marie, Elbing/Saint-Paul, Lenzen, Neuheide, Neukrug, Pomehrendorf, Preußisch-Mark, Pröbbernau, Trunz |
| Ermland                                                                               | Diocèse d'Allenstein: Allenstein (de), Bischofsburg, Bischofstein (de), Neu Bartelsdorf (de), Rößel, Seeburg (de), Wartenburg (de) Diocèse de Braunsberg: Braunsberg – Alt Passarge, Frauenburg, Guttstadt, Heilsberg, Mehlsack, Regerteln, Wormditt |
| Fischhausen                                                                           | Alt Pillau (de) (Pillau II), Cumehnen/Kumehnen (de), Fischhausen (de), Germau (de), Heiligenkreutz (de) avec Groß Kuhren (de) (à partir de 1913), Lochstädt (de), Medenau (de) avec Groß Heydekrug (de) (1939–1946: Großheidekrug) (à partir de 1929), Palmnicken (de) (à partir de 1906), Pillau (de) (Pillau I), Pobethen (de), Sankt Lorenz (de) avec Rauschen (à partir de 1929), Thierenberg (de), Wargen (de), Zimmerbude |
| Friedland (1927–1945: arrondissement ecclésiastique de Bartenstein)                   | Auglitten-Schönwalde (de), Bartenstein (église de la ville et l'église Saint-Jean), Böttchersdorf (de)-Allenau (de), Deutsch Wilten (de)-Georgenau (de)-Klingenberg (de), Domnau, Falkenau, Friedland, Gallingen, Groß Schwansfeld, Klein Schönau (de), Schippenbeil, Schönbruch, Stockheim (de) |
| Gerdauen                                                                              | Assaunen (de), Friedenberg (de), Gerdauen, Groß Schönau (de)–Lindenau, Klein Gnie (de), Laggarben (de)-Dietrichsdorf, Löwenstein, Molthainen (de) (1938–1945: Molteinen), Momehnen (de), Muldszen/Muldschen (de) (1938–1946: Mulden), Nordenburg |
| Goldap                                                                                | Dubeningken (1938–1946 Dubeningen), Gawaiten (de) (1938–1946 Herzogsrode), Goldap (Ancienne et nouvelle église), Grabowen (de), Groß Rominten (de) (1938–1946 Hardteck), Gurnen (de), Szittkehmen (de) (1936–1938 Schittkehmen, 1938–1946 Wehrkirchen), Tollmingkehmen (1938–1946 Tollmingen) |
| Gumbinnen                                                                             | Gerwischkehmen (de) (1938–1946 Gerwen), Gumbinnen-Vieille ville/Église de la ville (de) (avec l'église salzbourgeoise (de)), Ischdaggen (de) (1938–1946 Branden), Nemmersdorf, Niebudszen (de) (1936–1938 Niebudschen, 1938–1946 Herzogskirch), Szirgupönen/Schirgupönen (de) (1938–1946 Amtshagen), Walterkehmen (de) (1938–1946 Großwaltersdorf) |
| Heiligenbeil                                                                          | Balga, Bladiau, Brandenburg (Haff), Deutsch Thierau (de), Eichholz, Eisenberg, Grunau, Heiligenbeil, Hermsdorf (de)-Pellen, Hohenfürst, Lindenau, Pörschken (de), Tiefensee, Waltersdorf, Zinten |
| Heydekrug (fait partie de l'Union synodale du territoire de Memel entre 1925 et 1939) | Heydekrug (de), Kinten (de), Paleiten (lt), Paszsieszen (lt), Ramutten (lt), Ruß (de), Saugen (de), Werden (de), Wieszen (lt) |
| Insterbourg                                                                           | Aulowönen (de) (1938–1946 Aulenbach), Berschkallen (de) (1938–1946 Birken), Didlacken (de) (1938–1946 Dittlacken), Georgenburg (de), Grünheide (de), Insterbourg (Église Luther) (de) avec l'Église Mélanchthon d'Insterbourg (de), Jodlauken (de) (1938–1946 Schwalbental), Norkitten (de), Obehlischken (de) (1938–1946 Schulzenhof), Pelleningken (de) (1938–1946 Strigengrund), Puschdorf (de), Saalau (de) |
| Johannisburg                                                                          | Adlig Kessel (de), Arys, Bialla (de) (1938–1945: Gehlenburg), Drygallen (de) (1938–1945: Drigelsdorf), Eckersberg, Gehsen (de), Groß Rosinsko (de), Groß-Weissuhnen (de), Johannisburg (de), Kumilsko (de), Kurwien (de), Skarzinnen (de) (1938–1945: Richtenberg), Turoscheln (de) (1938–1945: Mittenheide), Wartenburg |
| Königsberg-Ville                                                                      | Altroßgarten (de), Vieille ville (de), Cathédrale, Église de la Paix (de), Haberberg (de), Juditten, Kalthof (de), Église du Souvenir de la Reine-Louise (de), Église Sainte-Croix (de), Löbenicht (de), Église Luther (de), Maraunenhof (de), Neuroßgarten (de), Ponarth (de), Quednau (de), Ratshof, Rosenau, Sackheim (de), Église du château, Seligenfeld-Neuendorf (de), Steindamm (de), Tannenwalde (de), Tragheim (de) |
| Königsberg-Campagne                                                                   | Diocèse de Königsberg-Campagne I (Communes au sud de la Pregel): Borchersdorf (de), Groß Ottenhagen (de), Haffstrom (de), Lichtenhagen (de), Löwenhagen (de), Ludwigswalde (de), Mahnsfeld (de), Steinbeck (de) Diocèse de Königsberg-Campagne II (Communes au nord de la Pregel): Arnau, Cranz-Sarkau (Kurische Nehrung) (de), Heiligenwalde (de), Laptau (de), Neuhausen, Postnicken (de), Powunden (de), Rossitten (de), Rudau (de), Schaaken (de), Schönwalde (de) (Kunzen (Kurische Nehrung) (de) de 1550 à 1808) |
| Labiau                                                                                | Augstagirren (de) (Groß Baum), Gilge-Agilla (de)/Juwendt (de) (1938–1946 Möwenort), Groß Legitten, Kaymen (de) (1938–1946 Kaimen), Labiau (de), Laukischken (de), Lauknen (de) (1938–1946 Hohenbruch (Ostpr.)), Mehlauken (de) (1938–1946 Liebenfelde (Ostpr.)), Popelken (de) (1938–1946 Markthausen), Sussemilken (de) (1938–1946 Friedrichsrode (Ostpr.)) |
| Lötzen                                                                                | Groß Stürlack (de), Königshöhe, Lötzen (de), Milken (de), Neuhoff (de), Orlowen (de) (1938–1945: Adlersdorf), Rhein (de), Rydzewen (de) (1927–1945: Rotwalde), Widminnen (de) |
| Lyck                                                                                  | Baitkowen (de) (1938–1945: Baitenberg), Borszymmen (de) (1936–1938: Borschymmen, 1938–1945: Borschimmen)/Prawdzisken (1934–1945: Reiffenrode), Grabnick (de), (Neu) Jucha (de) (1938–1945: Fließdorf), Kallinowen (de) (1938–1945: Dreimühlen), Klaussen (de), Lyck (de), Ostrokollen (de) (Prostken), Pissanitzen (de) (1926–1945: Ebenfelde), Stradaunen (de), Wischniewen (1938–1945: Kölmersdorf) |
| Marienbourg                                                                           | Altfelde, Fischau, Katznase, Marienbourg, Stalle, Thiensdorf |
| Marienwerder                                                                          | Altmark, Christburg, Garnsee, Groß-Krebs, Groß-Nebrau, Groß-Tromnau, Lichtfelde, Losendorf, Marienwerder, Niederzehren, Rehhof, Sedlinen, Stuhm |
| Memel (fait partie de l'Union synodale du territoire de Memel entre 1925 et 1939)     | Dawillen (de), Deutsch Crottingen (de), Kairinn, Karkelbeck (lt), Memel-Ville/Saint-Jean, Memel-Campagne/Saint-Jacques, Memel /Église réformée, Nidden (Kurische Nehrung), Plicken (lt), Prökuls, Schwarzort (de) (Karwaiten (Kurische Nehrung) (de) 1740–1795) |
| Mohrungen                                                                             | Diocèse de Mohrungen: Eckersdorf, Groß Samrodt, Groß Wilmsdorf-Seegertswalde, Herzogswalde-Waltersdorf, Kahlau-Hagenau, Liebstadt, Mohrungen, Reichau, Silberbach, Sonnenborn-Venedien Diocèse de Saalfeld: Altstadt (de), Groß Arnsdorf, Alt Christburg (de), Jäskendorf (de), Liebwalde – Preußisch Mark, Miswalde, Saalfeld, Schnellwalde (de), Groß Simnau, Weinsdorf (de) |
| Neidenburg                                                                            | Groß Gardienen, Groß Schläfken, Jedwabno (de) (1938–1945: Gedwangen), Kandien (de), Klein Koslau (de) (1938–1945: Kleinkosel), Lahna (de), Malga (de), Muschaken avec Puchallowen (1936–1945: Windau), Neidenburg (de), Neuhof (de), Saberau (de), Scharnau (de), Skottau–Thalheim (de) À partir de 1910: arrondissement ecclésiastique de Soldau: Bialutten (de), Borchersdorf (de), Groß Koschlau (de), Heinrichsdorf (de), Narzym (de), Soldau (de), Usdau (de)-Sczuplienen (de) |
| Niederung/Elchniederung (de), siège: Heinrichswalde                                   | Gowarten (de), Groß Friedrichsdorf (de), Heinrichswalde (de), Inse (de), Kallningken (de) (1938–1946: Herdenau), Karkeln (de), Kaukehmen (de) (1938–1946: Kuckerneese), Lappienen (de) (1938–1946: Rauterskirch), Neukirch (de) (fr. Joneykischken), Schakuhnen (de) (1938–1946: Schakendorf (Ostpr.)), Seckenburg (de) (fr. Groß Kryszahnen), Skaisgirren (de) (1938–1946: Kreuzingen), Skören (de) |
| Oletzko (Marggrabowa) (1928–1945 arrondissement ecclésiastique de Treuburg)           | Czychen (de) (1938–1945: Bolken), Gonsken (de) (1938–1945: Herzogskirchen), Mierunsken (de)−Sczeczinken/Eichhorn, Groß Czymochen (de) (1928–1945: Reuß), Schareyken (de) (1938–1945: Schareiken), Schwentainen (de), Marggrabowa (Oletzko) (de) (1928–1945: Treuburg), Wielitzken (de) (1938–1945: Wallenrode) |
| Ortelsbourg                                                                           | - District de surintendance d'Ortelsburg: Flammberg (de) (jusqu'en 1904: Opalenietz), Friedrichshof (de), Fürstenwalde (de), Groß Schiemanen, Liebenberg (de), Lipowitz (1933–1945: Lindenort), Ortelsburg (de), Gawrzialken (de) (1928–1945: Wilhelmsthal), Willenberg (de) - District de surintendance de Passenheim: Groß Schöndamerau, Klein Jerutten (de)-Schwentainen (de) (1938–1945: Altkirchen), Kobulten (de), Mensguth (de), Passenheim (de), Puppen (de), Rheinswein (de), Theerwisch (de)-Jablonken (de) (1938–1945: Wildenau) |
| Osterode                                                                              | Diocèse d'Osterode: Döhlau (de), Groß Schmückwalde-Peterswalde (de), Kraplau (de)-Döhringen, Leip, Liebemühl (de), Locken (de), Langgut (de), Marienfelde (de), Marwalde (de), Osterode (Église de campagne) avec Arnau, Osterode (Église de la ville) Diocèse d'Hohenstein: Geierswalde-Groß Pötzdorf-Groß Kirchsteinsdorf (de)-Reichenau (de), Gilgenburg (de)-Heeselicht (de), Hohenstein (de), Kurken (de), Manchengut (de), Mühlen (de)-Tannenberg (de), Rauschken (de), Seelesen-Waplitz (de), Wittigwalde (de) |
| Pillkallen (1938–1946 arrondissement ecclésiastique de Schloßberg)                    | Groß Schorellen (de) (1938–1946 Adlerswalde), Groß Warningken (de) (1938–1946: Steinkirch), Kussen (de), Lasdehnen (de) (1938–1946: Haselberg), Mallwischken (de) (1938–1946: Mallwen), Pillkallen (de) (1938–1946 Schloßberg), Schillehnen (de) (1938–1946: Schillfelde), Schirwindt (de), Willuhnen (de) |
| Pogegen (fait partie de l'Union synodale du territoire de Memel entre 1925 et 1939)   | Koadjuthen (de), Laugszargen (de), Nattkischken (de), Piktupönen (lt), Plaschken (lt), Rucken (lt), Schmalleningken (de), Szugken (lt), Willkischken (de), Wischwill (de) |
| Preußisch Eylau                                                                       | Albrechtsdorf (de), Almenhausen-Abschwangen (de), Borken (de), Buchholz, Dollstädt (de), Eichhorn, Groß Peisten-Hanshagen, Guttenfeld, Jesau (de), Kanditten, Klein Dexen (de), Kreuzburg (de), Landsberg, Mühlhausen, Petershagen, Preußisch Eylau, Reddenau (de), Schmoditten (de), Stablack (de), Tharau (de), Uderwangen (de) |
| Preußisch Holland                                                                     | Blumenau/Königsblumenau (en)-Heiligenwalde (de), Deutschendorf, Döbern, Groß-Thierbach-Quittainen, Grünhagen, Hermsdorf, Herrndorf-Schlobitten, Hirschfeld, Lauck-Ebersbach, Marienfelde, Mühlhausen, Neumark-Carwinden, Preußisch Holland, Reichenbach, Reichwalde, Rogehnen-Schönau-Zallenfelde, Schmauch, Schönberg |
| Rastenbourg                                                                           | Barten (de), Bäslack (de), Drengfurth (de), Groß Wolfsdorf (de)-Dönhofstädt, Lamgarben (de), Langheim (de)-Gudnick (de), Leunenburg (de)-Korschen (de), Paaris (de), Rastenburg/Église allemande (de), Rastenburg/Église polonaise (de), Schwarzstein, Schönfließ (de)-Tolksdorf (de), Wenden (de), aussi: paroisse des établissements de Carlshof (de) |
| Rosenberg                                                                             | Bellschwitz, Bischofswerder, Deutsch-Eylau, Finckenstein, Freystadt, Groß-Rohdau, Langenau, Raudnitz (de)–Frödenau (de), Riesenburg, Riesenkirch, Rosenberg, Sommerau |
| Sensburg                                                                              | Alt Ukta-Rudczanny (de) (1938–1945: -Niedersee), Aweyden (de) avec Peitschendorf, Barranowen (de) (1938–1945: Hoverbeck), Eichmedien, Nikolaiken (de), Ribben, Schimonken (de) (1938–1945: Schmidtsdorf), Seehesten (de) avec Bosemb (1938–1945 Bussen), Sensburg (de), Sorquitten (de), Warpuhnen |
| Stallupönen (1938–1946 arrondissement ecclésiastique d'Ebenrode)                      | Bilderweitschen (de) (1938–1946 Bilderweiten), Enzuhnen (de) (1938–1946 Rodebach), Eydtkuhnen (1938–1946 Eydtkau), Göritten (de), Kassuben-Soginten (de), Kattenau (de), Mehlkehmen (de) (1938–1946 Birkenmühle), Pillupönen (de) (1938–1946 Schloßbach), Stallupönen (1938–1946 Ebenrode) |
| Tilsit-Ragnit                                                                         | Diocèse de Tilsit: Jurgaitschen (de) (1938–1946: Königskirch), Neu Argeningken (de) (1938–1946: Argenbrück), Pokraken (de), Tilsit (Église allemande) (de) (Église de la ville), Tilsit (Église lituanienne) (de) (Église de la campagne) Diocèse de Ragnit: Budwethen (de) (1938–1946: Altenkirch), Groß Lenkeningken (de) (1938–1946: Großlenkenau), Kraupischken (de) (1938–1946: Breitenstein), Lengwethen (de) (1938–1946: Hohensalzburg), Pokraken (de) (1938–1946: Weidenau (Ostpr.)), Ragnit (de), Rautenberg (de), Szillen (de) (1936–1946: Schillen), Trappönen (de) (1938–1946: Trappen), Wedereitischken (de) (1938–1946: Sandkirchen) |
| Wehlau                                                                                | Allenburg, Goldbach (de), Groß Engelau (de), Groß Schirrau (de), Grünhayn (de), Kremitten (de), Paterswalde (de), Petersdorf (de), Plibischken (de), Starkenberg (de), Tapiau (de), Wehlau (de), Paroisse de l'établissement: Allenberg (de). |
| Arrondissement de l'Église réformée                                                   | Elbing-Preußisch Holland, Gumbinnen/Église de la nouvelle ville/Réformée française (de), Insterbourg (de), Judtschen/Réformée française (de) (1938–1946 Kanthausen), Königsberg/Église réformée française, Königsberg/Église du château/Réformée alllemande (de), Memel/Église réformée (jusqu'en 1920, 1939–1945), Neunischken (de) (1938–1946 Neunassau), Pillau (de), Tilsit |

## Livres de cantiques
Dans la province ecclésiastique de Prusse-Orientale, le recueil de cantiques suivant était notamment en usage :
- Evangelisches Gesangbuch: Ausgabe für die Kirchenprovinz Ostpreußen. (Ce recueil de cantiques est également introduit dans la province ecclésiastique de Posnanie-Prusse-Occidentale, dans l'Association synodale d'État de Dantzig et dans l'Église évangélique unie de Pologne.) Publié par le Conseil paroissial provincial de la province ecclésiastique de Prusse-Orientale au nom de l'Association synodale provinciale, Librairie Wichern, Königsberg. O. J. [vers 1930].